# متحف لندن
متحف لندن هو متحف يغطي تاريخ مدينة لندن بدءاً من فترة ما قبل التاريخ إلى الوقت الحالي. ويقع بالقرب من كاتدرائية سان بول في منطقة باربيكان. ويهتم بصورة أكبر بالتاريخ الاجتماعي للندن وسكانها كتطور أساليب البناء والأزياء والثقافة والمعتقدات، إذ تمثل المعروضات هذه المظاهر، وتستخدم في هذا المتحف تقنيات مختلفة ومتقدمة للعرض والتفاعل الجماهيري؛ كالعروض المرئية والمحاكاة والتمثيل والفيديو، ويسمح بدخوله مجانا. وهو هيئة عامة غير حكومية.